# كيث أندروز

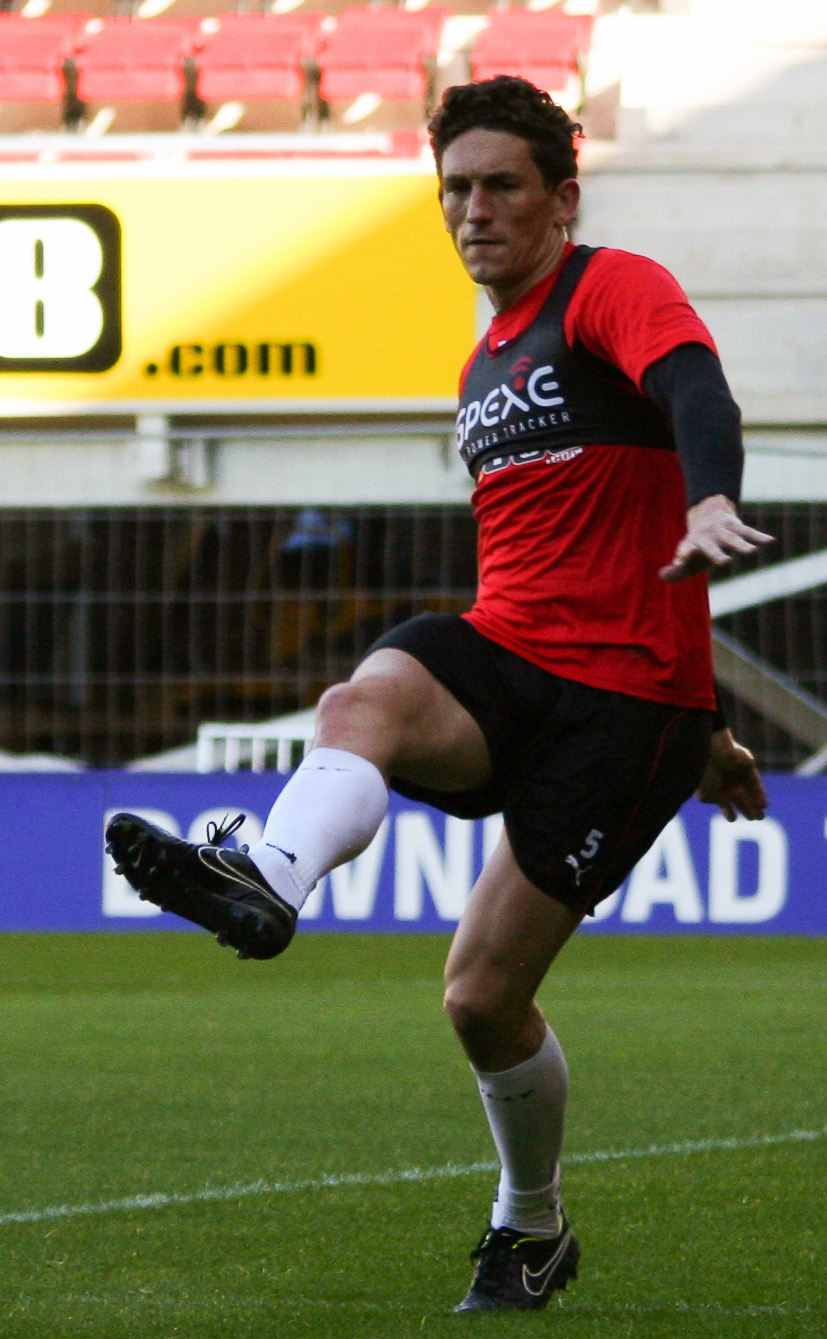

كيث أندروز (بالإنجليزية: Keith Andrews)‏ (مواليد 13 سبتمبر 1980 في دبلن - جمهورية أيرلندا) لاعب كرة قدم أيرلندي يلعب حاليا لصالح نادي الدرجة الممتازة بلاكبيرن روفرز الإنجليزي منذ 2008 في مركز الوسط المحوري .

## مسيرته الكروية
لعب كيث أندروز خلال مسيرته الاحترافية مع 12 ناديًا في أربعة وعشرون موسمًا وسجل خلالها 43 هدفًا ضمن 376 مباراة. ولم يفز بأي موسم بالكأس أو بالدوري.
خاض كيث أندروز مسيرته مع نادي وولفرهامبتون واندررز في موسم 1999–00 في المرة الأولى ليلعب معه خمسة مواسم ثم في موسم 2004–05 لمدة موسم واحد، مشاركًا طوالها في 65 مباراة ولم يسجل أي هدف. ثم انتقل إلى نادي والسول في موسم 2003–04 لمدة موسم واحد، حيث شارك في 10 مباريات سجل خلالها هدفين. لينتقل بعدها إلى نادي هال سيتي في موسم 2005–06 ولمدة موسمين، مشاركًا في 29 مباراة ولم يسجل أي هدف. ثم انتقل إلى نادي ميلتون كينز دونز في موسم 2006–07 في المرة الأولى واستمر معه طيلة ثلاثة مواسم ثم في موسم 2014–15 لمدة موسم واحد، مشاركًا طوالها في 81 مباراة سجل خلالها 18 هدفًا. هذا وانتقل لاحقًا إلى نادي بلاكبيرن روفرز في موسم 2008–09 واستمر معه طيلة ثلاثة مواسم، مشاركًا في 70 مباراة سجل خلالها 5 أهداف. ثم انتقل بعدها إلى نادي وست بروميتش ألبيون في موسم 2011–12 لمدة موسم واحد، مشاركًا في 14 مباراة سجل خلالها هدفين. ليعود وينتقل من جديد، لكن هذه المرة إلى نادي بولتون واندررز في موسم 2012–13 ولمدة موسمين، مشاركًا في 26 مباراة سجل خلالها 4 أهداف. لينتقل بعدها إلى نادي برايتون أند هوف ألبيون في موسم 2013–14 لمدة موسم واحد، مشاركًا في 32 مباراة سجل خلالها هدفًا واحدًا.

## روابط خارجية
- كيث أندروز على موقع الاتحاد الدولي (مؤرشف)  (الإنجليزية)
- كيث أندروز على موقع الاتحاد الأوربي (الإنجليزية)
- كيث أندروز على موقع قاعدة بيانات كرة القدم.إي يو (الإنجليزية)
- كيث أندروز على موقع ناشيونال فوتبول تيمز (الإنجليزية)
- كيث أندروز على موقع Soccerbase.com (لاعب) (الإنجليزية)
- كيث أندروز على موقع عالم كرة القدم.نت (الإنجليزية)
- كيث أندروز على موقع كووورة